# Medaille voor de Jeugd en de Sport
De Medaille voor de Jeugd en de Sport, (Frans:Médaille de la Jeunesse et des Sports) was een Franse onderscheiding voor sportonderwijs en sportbeoefening. De medaille werd op 14 oktober 1969 ingesteld als opvolger van de Eremedaille voor de Jeugd en de Sport en op 18 december 2013 omgedoopt tot Medaille voor de Jeugd en het Verenigingswezen.
De onderscheidingen die de Franse staat voor het bevorderen van de sportbeoefening uitreikte veranderden steeds van naam, en ook van uiterlijk. De leeuwenkop boven de medaille en het lint bleven gelijk, maar de medaille zelf kreeg een ander ontwerp.
In 1969 keerde men terug naar het ontwerp uit 1929. Op de keerzijde kwam weer het motto PAX  ET  LABOR te staan. Waar sinds 1956 alleen nog zilveren medailles werden uitgereikt werd nu gekozen voor vier graden of "echelons". 
- Bronzen medaille
- Zilveren medaille
- Verguld zilveren medaille
- Gouden medaille (Frans: vermeil)

Nu er weer meerdere graden waren bepaalde het ministerie wederom welke jubilea recht gaven op een medaille. In het decreet van 
14 oktober 1969 n° 69-942 werden de volgende termijnen gemoemd:
- Brons voor 8 jaar
- Zilver voor 12 jaar
- Goud voor 20 jaar

Behalve bij jubilea werden de medailles ook voor bijzondere verdiensten ingesteld. Dan ging het om deelname en voorbereiding aan de Olympische Spelen en grote toernooien. 
De dragers van de gouden medaille kwamen "à titre sportif" in aanmerking voor benoeming tot Ridder in de Orde van de Academische Palmen. 

## De medaille
Op de voorzijde staat het rondschrift JEUNESSE  ET  SPORTS. Op de keerzijde REPUBLIQUE FRANÇAISE en PAX  ET  LABOR
Boven de ronde medaille is een leeuwenkop bevestigd waarin ook de verbinding met het lint schuilgaat. Op de voorzijde van de medaille is zoals gebruikelijk Marianne, het zinnebeeld van de Franse Republiek afgebeeld. Ze kijkt op dit portret vastberaden. Op de keerzijde staat "REPUBLIQUE FRANÇAISE" onder een opgaande zon. De medailles worden aan lichtblauwe linten op de linkerborst gedragen. De zilveren en gouden medaille aan een lint met gouden bies waarvan de gouden medaille een kleine rozet op lint en baton draagt. De bronzen medaille wordt aan een lint met twee verticale blauwe strepen gedragen.
De achtergrond van de naamswijziging is herschikking en ombenoeming van het ministerie dat de medailles uitreikt. Dat was jarenlang het " ministère de la jeunesse et des sports" maar heet nu "ministère des sports, de la jeunesse, de l'éducation populaire et de la vie associative".
De hedendaagse opvolger is de in december 2013 ingestelde Medaille voor de Jeugd en het Verenigingswezen.

## Protocol
Het is gebruik om de Franse medailles op 1 januari and 14 juli uit te reiken. Dat gebeurt tijdens parades en plechtigheden. De onderscheidingen worden de onwaardige, want wegens een misdrijf veroordeelde, dragers ook weer ceremonieel afgenomen. Wanneer men op uniformen geen modelversierselen draagt is een kleine rechthoekige baton in de kleuren van het lint voorgeschreven. Op de baton mag een rozet worden gemonteerd. 
De medaille wordt ook als miniatuur gedragen op bijvoorbeeld een rokkostuum.

## De batons

Bronzen medaille
Zilveren medaille
Verguld zilveren medaille
Gouden medaille